# Bridgewater, New York
Bridgewater är en ort i Oneida County i delstaten New York, USA.